# Liste des traditions vivantes de Suisse
La liste des traditions vivantes de Suisse est un inventaire des traditions de Suisse. 
Cette liste comprend 228 traditions des domaines de la musique, de la danse, du théâtre, des coutumes, de l’artisanat, de l’industrie et des connaissances en lien avec la nature, qui ont une importance particulière en Suisse au niveau local, régional et national. Elle constitue un inventaire du patrimoine culturel immatériel de la Suisse dont la tenue est prescrite par la Convention de l'UNESCO pour la sauvegarde du patrimoine culturel immatériel.

## Inscription au patrimoine culturel immatériel de l’humanité
À la suite de la réalisation de cette liste, la commission suisse pour l'UNESCO a décidé de constituer une liste de traditions à proposer pour leur inscription au patrimoine culturel immatériel de l'humanité. Cette liste a été adoptée par le Conseil fédéral suisse et publiée le  22 octobre 2014, elle comporte les huit traditions suivantes :
- la gestion du risque d’avalanches
- la mécanique horlogère
- le design graphique et typographique suisse
- la saison d’alpage
- le yodel
- les Processions de la Semaine Sainte à Mendrisio
- la Fête des Vignerons à Vevey, inscrite depuis le 1er décembre 2016.
- le Carnaval de Bâle
- L'Alpinisme

## Liste
La liste a été composée par l'Office fédéral de la culture (OFC) en choisissant parmi 387 propositions des services culturels cantonaux et a été publiée en octobre 2011. Elle est également publiée depuis le mois de septembre 2012 sous forme d’un inventaire sur internet.
| Nom local | Nom francophone                                                    | Lieux                                                                                | Lieux | Date ou période                                                      | Source  |
| Nom local | Nom francophone                                                    | Canton(s)                                                                            | Commune(s), localité(s), région(s), districts(s), etc.                                                                              | Date ou période                                                      | Source  |
| --- | ------------------------------------------------------------------ | ------------------------------------------------------------------------------------ | --- | -------------------------------------------------------------------- | ------- |
| Aarauer Bachfischet | Bachfischet à Aarau                                                | Argovie                                                                              | Aarau | Septembre                                                            | [ 5 ]   |
| Aareschwimmen in Bern | Baignade dans l'Aar à Berne                                        | Berne                                                                                | Berne | Toute l'année                                                        | [ 6 ]   |
| Aargauer und Solothurner Jugendfeste | Fêtes de la jeunesse en Argovie et à Soleure                       | Argovie & Soleure                                                                    | | Avant les vacances d'été                                             | [ 7 ]   |
| Abbayes vaudoises |                                                                    | Vaud                                                                                 | | Mai à septembre                                                      | [ 8 ]   |
| Absinthe : production et pratiques sociales                                                                                             |                                                                    | Neuchâtel                                                                            | | Toute l'année                                                        |         |
| Albanifest | Fête de la Saint-Alban                                             | Zurich                                                                               | Winterthour | 22 juin                                                              | [ 9 ]   |
| Almanach romand « Messager boiteux » |                                                                    | Vaud                                                                                 | | Automne                                                              | [ 10 ]  |
| Alpenverlosung | Les alpages tirés au sort                                          | Obwald                                                                               | Giswil, Kerns, Lungern, Sachseln et Sarnen                                                                                          | Avril                                                                | [ 11 ]  |
| Alphorn & Büchel | Cor des Alpes & Büchel                                             | Suisse                                                                               | | Toute l'année                                                        | [ 12 ]  |
| Alpinisme |                                                                    | Suisse                                                                               | | Toute l'année                                                        | [ 13 ]  |
| Älplerchilbi (Sennenchilbi) | Kermesse des armaillis                                             | Lucerne, Uri, Schwytz, Obwald & Nidwald                                              | | Octobre                                                              | [ 14 ]  |
| Anna Göldi |                                                                    | Glaris                                                                               | Mollis | Toute l'année                                                        | [ 15 ]  |
| Appenzeller und Toggenburger Alpfahrt                                                                                                   | Montées à l’alpage en Appenzell et au Toggenbourg                  | Appenzell Rhodes-Intérieures, Appenzell Rhodes-Extérieures et Saint-Gall             | | Estivage                                                             | [ 16 ]  |
| Appenzeller Witz und Satire | Plaisanterie et satire en Appenzell                                | Appenzell Rhodes-Intérieures & Appenzell Rhodes-Extérieures                          | | Toute l'année                                                        | [ 17 ]  |
| Auffahrtsumritt in Beromünster und Umgebung                                                                                             | Procession équestre de l’Ascension à Beromünster                   | Lucerne                                                                              | Beromünster | Ascension                                                            | [ 18 ]  |
| Badenfahrt (de) |                                                                    | Argovie                                                                              | Baden | Été (tous les dix ans)                                               | [ 19 ]  |
| Bandella | Musique de fanfare tessinoise                                      | Tessin                                                                               | | Toue l'année                                                         |         |
| Basler Fasnacht | Carnaval de Bâle                                                   | Bâle-Ville                                                                           | Bâle | lundi suivant le mercredi des cendres                                | [ 20 ]  |
| Basler Herbstmesse | Foire d’automne de Bâle                                            | Bâle-Ville                                                                           | Bâle | 26 octobre au 10 novembre 2013                                       | [ 21 ]  |
| Basler Trommel (de) | Tambours de Bâle                                                   | Bâle-Ville                                                                           | Bâle | Toutes fêtes bâloises                                                | [ 22 ]  |
| Bauerngarten in Osterfingen | Jardins paysans à Osterfingen                                      | Schaffhouse                                                                          | Osterfingen | Toute l'année                                                        | [ 23 ]  |
| Bauernmalerei rund um den Säntis | La peinture paysanne autour du Säntis                              | Appenzell Rhodes-Intérieures, Appenzell Rhodes-Extérieures et Saint-Gall             | | Toute l'année                                                        | [ 24 ]  |
| Bechtelistag Frauenfeld | Fête la Saint-Berchtold à Frauenfeld                               | Thurgovie                                                                            | Frauenfeld | Troisième lundi de janvier                                           | [ 25 ]  |
| Berner Bär | L'ours bernois                                                     | Berne                                                                                | | Toute l'année                                                        | [ 26 ]  |
| Berner Bauernkeramik | Céramique paysanne bernoise                                        | Berne                                                                                | | Toute l'année                                                        | [ 27 ]  |
| Berner Mundartmusik und Mundartliteratur                                                                                                | Chanson et littérature en dialecte bernois                         | Berne                                                                                | | Toute l'année                                                        | [ 28 ]  |
| Betruf in der Zentralschweiz | La prière sur l’Alpe en Suisse centrale                            | Lucerne, Uri, Schwytz, Obwald et Nidwald                                             | | Estivage                                                             | [ 29 ]  |
| Bilinguisme à Biel/Bienne |                                                                    | Berne                                                                                | Bienne | Toute l'année                                                        | [ 30 ]  |
| Blasmusik | Musique de cuivre                                                  | Suisse                                                                               | | Toute l'année                                                        | [ 31 ]  |
| Bochselnacht (de) | Nuit de la betterave                                               | Thurgovie                                                                            | Weinfelden | Jeudi de la dernière semaine complète avant Noël                     | [ 32 ]  |
| Botanique genevoise et Marronnier de la Treille                                                                                         |                                                                    | Genève                                                                               | Genève | Toute l'année                                                        | [ 33 ]  |
| Braderies de l'Arc jurassien |                                                                    | Berne, Neuchâtel et Jura                                                             | Bienne, La Chaux-de-Fonds, Moutier et Porrentruy                                                                                    | Été                                                                  | [ 34 ]  |
| Brienzer Holzschnitzerei | La sculpture sur bois de Brienz                                    | Berne                                                                                | Brienz | Toute l'année                                                        | [ 35 ]  |
| Brunnensingen der Sebastiani-Bruderschaft                                                                                               | Le chant aux fontaines de la confrérie de saint Sébastien          | Argovie                                                                              | Rheinfelden | 24 décembre                                                          | [ 36 ]  |
| Carillon valaisan |                                                                    | Valais                                                                               | | Toute l'année                                                        |         |
| Carnaval jurassien (Carimentran) |                                                                    | Jura                                                                                 | | Mardi gras                                                           | [ 37 ]  |
| Castanicoltura, castagne e marronai | Culture de la châtaigne                                            | Tessin, Grisons et Valais                                                            | | Automne                                                              | [ 38 ]  |
| Chalandamarz |                                                                    | Grisons                                                                              | | Début mars                                                           | [ 39 ]  |
| Chant choral des Fribourgeois |                                                                    | Fribourg                                                                             | | Toute l'année                                                        | [ 40 ]  |
| Chienbäse (de) |                                                                    | Bâle-Campagne                                                                        | Liestal | Premier dimanche de carême                                           | [ 41 ]  |
| Chlaus-Chlöpfe im Bezirk Lenzburg (de)                                                                                                  | Chlaus-Chlöpfe dans le district de Lenzbourg : la ronde des fouets | Argovie                                                                              | District de Lenzbourg | De fin octobre à début décembre                                      | [ 42 ]  |
| « Chlefeli » |                                                                    | Schwytz                                                                              | Schwytz, Muotathal et Steinen | Période de Carême                                                    | [ 43 ]  |
| Chrööpfelimee | La sérénade aux beignets                                           | Zoug                                                                                 | Zoug | Dimanche suivant le Mercredi des cendres                             | [ 44 ]  |
| Consortages en Valais |                                                                    | Valais                                                                               | | Toute l'année                                                        | [ 45 ]  |
| Copertura e riparazione dei tetti | Couverture et réfection des toits                                  | Tessin                                                                               | | Toute l'année                                                        | [ 46 ]  |
| Corso fleuri de Neuchâtel |                                                                    | Neuchâtel                                                                            | | Septembre                                                            | [ 47 ]  |
| Cueillette et la culture des plantes sauvages                                                                                           |                                                                    | Valais                                                                               | | Principalement en été                                                | [ 48 ]  |
| Cultura dei grotti nella Svizzera italiana                                                                                              | Culture des grotti en Suisse italienne                             | Tessin & Grisons                                                                     | | Toute l'année                                                        | [ 49 ]  |
| Découpages du Pays-d’Enhaut, du Saanenland et du Simmental                                                                              |                                                                    | Vaud & Berne                                                                         | Pays-d'Enhaut, Saanenland et Simmental                                                                                              | Toute l'année                                                        | [ 50 ]  |
| Demoszene und digitale Kreativität |                                                                    | Suisse                                                                               | | Toute l'année                                                        |         |
| Dentelle de Neuchâtel |                                                                    | Neuchâtel                                                                            | | Toute l'année                                                        | [ 51 ]  |
| Eierläset |                                                                    | Argovie, Soleure et Bâle-Campagne                                                    | | Deuxième dimanche après Pâques                                       | [ 52 ]  |
| Élevage du cheval de race Franches-Montagnes                                                                                            |                                                                    | Jura & Berne                                                                         | | Toute l'année                                                        | [ 53 ]  |
| Erinnerungskultur zu Niklaus von Flüe                                                                                                   | Commémoration de Saint Nicolas de Flüe                             | Obwald                                                                               | Sachseln | 25 septembre                                                         | [ 54 ]  |
| Escalade |                                                                    | Genève                                                                               | Genève | 12 décembre                                                          | [ 55 ]  |
| L’Esprit de Genève |                                                                    | Genève                                                                               | | Toute l'année                                                        | [ 56 ]  |
| Excursions naturalistes |                                                                    | Neuchâtel                                                                            | | Toute l'année                                                        |         |
| Fabrication d’automates et de boîtes à musique                                                                                          |                                                                    | Vaud                                                                                 | | Toute l'année                                                        | [ 57 ]  |
| La Fabrique |                                                                    | Genève                                                                               | Saint-Gervais | Toute l'année                                                        | [ 58 ]  |
| Fasnacht in der Zentralschweiz | Carnaval en Suisse centrale                                        | Lucerne, Uri, Schwytz, Obwald, Nidwald et Zoug                                       | | Jeudi à mardi gras                                                   | [ 59 ]  |
| Fête des Fontaines |                                                                    | Neuchâtel                                                                            | Môtiers | 12 septembre                                                         | [ 60 ]  |
| Fête des vignerons |                                                                    | Vaud                                                                                 | Vevey | Cinq fois par siècle depuis 1787                                     | [ 61 ]  |
| Fête-Dieu de Savièse |                                                                    | Valais                                                                               | Savièse | Fête-Dieu                                                            | [ 62 ]  |
| Fêtes des Jeunesses campagnardes vaudoises                                                                                              |                                                                    | Vaud                                                                                 | | Toute l'année                                                        | [ 63 ]  |
| Le Feuillu |                                                                    | Genève                                                                               | Arare, Avusy, Bardonnex, Cartigny, Confignon, Onex, Perly, Saconnex-d'Arve et La Chapelle                                           | Premier dimanche de mai                                              | [ 64 ]  |
| Le fiere di San Martino e di San Provino                                                                                                | Les fêtes de la Saint-Martin et de la Saint-Provin                 | Tessin                                                                               | Mendrisio & Agno | 11 novembre et 8 mars                                                | [ 65 ]  |
| Les fifres et tambours du Valais |                                                                    | Valais                                                                               | | Toute l'année                                                        | [ 66 ]  |
| Filiera della lana in Val Verzasca | Filage de laine dans le Val Verzasca                               | Tessin                                                                               | Val Verzasca | Toute l'année                                                        |         |
| Flössen auf dem Ägerisee | Acheminement du bois sur le lac d‘Ägeri                            | Zoug                                                                                 | Rive sud du lac d’Ägeri, Unterägeri et Oberägeri                                                                                    | Toute l'année                                                        | [ 67 ]  |
| Foire de Chaindon |                                                                    | Berne                                                                                | Reconvilier | Premier lundi de septembre                                           | [ 68 ]  |
| Fondue |                                                                    | Suisse                                                                               | | Toute l'année                                                        | [ 69 ]  |
| Fonte de cloches pour bétail en bronze                                                                                                  |                                                                    | Berne, Fribourg, Neuchâtel et Valais                                                 | | Toute l'année                                                        |         |
| Fronleichnamprozession in Appenzell | Procession de la Fête-Dieu en Appenzell                            | Appenzell Rhodes-Intérieures                                                         | | Juin                                                                 | [ 70 ]  |
| Fronleichnamsfest der Herrgottskanoniere                                                                                                | Fête-Dieu des canonniers                                           | Lucerne                                                                              | Château Gütsch (de) | Veille et le jour de la Fête-Dieu                                    | [ 71 ]  |
| Galgenfischerei |                                                                    | Bâle-Ville, Bâle-Campagne et Argovie                                                 | | Toute l'année                                                        |         |
| Gansabhauet | Fête de la Gansabhauet                                             | Lucerne                                                                              | Sursee | 11 novembre                                                          | [ 72 ]  |
| Gebärdensprachen | Langue des signes                                                  | Suisse                                                                               | | Toute l'année                                                        |         |
| Gebetsheilen | Prière de guérison                                                 | Appenzell Rhodes-Intérieures                                                         | | Toute l'année                                                        | [ 73 ]  |
| Geistergeschichten aus der Zentralschweiz                                                                                               | Histoires de revenants en Suisse centrale                          | Lucerne, Uri, Schwytz, Obwald, Nidwald et Zoug                                       | | Toute l'année                                                        | [ 74 ]  |
| Gestion du danger d‘avalanches |                                                                    | Valais                                                                               | | Hiver                                                                | [ 75 ]  |
| Glarner Chor- und Orchesterwesen | Orchestres et chorales de Glaris                                   | Glaris                                                                               | | Toute l'année                                                        | [ 76 ]  |
| Glarner Landsgemeinde | Landsgemeinde de Glaris                                            | Glaris                                                                               | | Premier dimanche de mai                                              | [ 77 ]  |
| Glarner Muster und Tücher | Foulard glaronnais                                                 | Glaris                                                                               | | Toute l'année                                                        |         |
| Gotthard-Geschichten | Histoire(s) du Gothard                                             | Uri & Tessin                                                                         | Col du Saint-Gothard | Toute l'année                                                        | [ 78 ]  |
| Design graphique et typographie |                                                                    | Suisse                                                                               | | Toute l'année                                                        | [ 79 ]  |
| Greiflet |                                                                    | Schwytz                                                                              | | Hiver                                                                | [ 80 ]  |
| Groppenfasnacht (de) | Carnaval du chabot                                                 | Thurgovie                                                                            | Ermatingen | Tous les trois ans                                                   | [ 81 ]  |
| Grossen Berner Renntage – Seifenkistenrennen in Bern                                                                                    | Grande course de caisses à savon de Berne                          | Berne                                                                                | Berne | Avril                                                                | [ 82 ]  |
| Guet de la cathédrale de Lausanne |                                                                    | Vaud                                                                                 | Lausanne | Toute l'année                                                        | [ 83 ]  |
| Handweberei und Bündner Kreuzstich |                                                                    | Grisons                                                                              | | Toute l'année                                                        |         |
| Hom Strom |                                                                    | Grisons                                                                              | Scuol | Après-midi du premier samedi de février                              | [ 84 ]  |
| Hornussen | Hornuss                                                            | Berne, Lucerne, Argovie et Soleure                                                   | | Toute l'année                                                        | [ 85 ]  |
| Hürna und Mazza Cula | Hürna et Mazza Cula                                                | Grisons                                                                              | | Printemps                                                            | [ 86 ]  |
| Huttwiler Märkte | Marché d'Huttwil                                                   | Berne                                                                                | Huttwil | Été                                                                  |         |
| L'illustration, la bande dessinée et l’affiche genevoises                                                                               |                                                                    | Genève                                                                               | | Toute l'année                                                        | [ 87 ]  |
| Innerrhoder Landsgemeinde | Landsgemeinde d’Appenzell Rhodes-Intérieures                       | Appenzell Rhodes-Intérieures                                                         | | Dernier dimanche d'avril                                             | [ 88 ]  |
| Innerrhoder Weihnachten | Noël dans les Rhodes Intérieures                                   | Appenzell Rhodes-Intérieures                                                         | | Noël                                                                 | [ 89 ]  |
| Internationales Inferno-Rennen Mürren                                                                                                   | Course internationale de ski de l’Inferno de Mürren                | Berne                                                                                | Mürren | Janvier                                                              | [ 90 ]  |
| L’Italianità en Valais |                                                                    | Valais                                                                               | | Toute l'année                                                        | [ 91 ]  |
| Jassen | Jass                                                               | Suisse                                                                               | | Toute l'année                                                        | [ 92 ]  |
| Jeu de quilles neuchâtelois |                                                                    | Neuchâtel                                                                            | | Toute l'année                                                        | [ 93 ]  |
| Jüdisches Kulturerbe im Aargau | Patrimoine culturel juif dans l‘Argovie                            | Argovie                                                                              | | Septembre                                                            | [ 94 ]  |
| Kinderfest St.Gallen (de) | Fête des enfants de Saint-Gall                                     | Saint-Gall                                                                           | | Tous les trois ans, début de l'été                                   | [ 95 ]  |
| Kirschenanbau | Culture des cerises                                                | Zoug                                                                                 | | Printemps, été                                                       | [ 96 ]  |
| Kleinseilbahnen in der Zentralschweiz                                                                                                   | Petits funiculaires en suisse centrale                             | Uri, Nidwald, Obwald, Schwytz et Lucerne                                             | |                                                                      |         |
| Knabenschiessen | Concours des jeunes tireurs                                        | Zurich                                                                               | | Deuxième week-end de septembre ou une semaine avant le Jeûne fédéral |         |
| Köhlern im Entlebuch | Charbonniers dans l’Entlebuch                                      | Lucerne                                                                              | Entlebuch | Toute l'année                                                        | [ 97 ]  |
| Konsenskultur und direkte Demokratie | Culture de consensus et démocratie directe                         | Suisse                                                                               | | Toute l'année                                                        | [ 98 ]  |
| Kräuterwissen in Zentralschweizer Frauenklöstern                                                                                        | Herboristerie dans les couvents de Suisse centrale                 | Lucerne, Obwald, Nidwald, Uri, Schwytz et Zoug                                       | | Toute l'année                                                        | [ 99 ]  |
| La Bénichon |                                                                    | Fribourg                                                                             | | Selon les localités                                                  | [ 100 ] |
| Laientheater in der Zentralschweiz | Le théâtre amateur en Suisse centrale                              | Lucerne, Obwald, Nidwald, Uri, Schwytz et Zoug                                       | | Toute l'année                                                        | [ 101 ] |
| Le culte des reliques des martyrs en Agaune                                                                                             |                                                                    | Valais                                                                               | | Toute l'année                                                        |         |
| Les métairies dans le Jura bernois |                                                                    | Berne & Neuchâtel                                                                    | | Toute l'année                                                        |         |
| Les savoir-faire en lien avec l’exploitation de l’énergie hydraulique                                                                   |                                                                    | Valais                                                                               | | Toute l'année                                                        |         |
| Lesegesellschaften (de) | Les sociétés de lecture                                            | Appenzell Rhodes-Extérieures                                                         | | Toute l'année                                                        | [ 102 ] |
| Liestaler Banntag | « Jour des bans » de Liestal                                       | Bâle-Campagne                                                                        | Liestal | Lundi précédant l’Ascension                                          | [ 103 ] |
| Maibaum als Brunnenschmuck | L’arbre de mai des fontaines                                       | Bâle-Campagne, Argovie, Berne et Soleure                                             | | Mai                                                                  | [ 104 ] |
| Maiensässfahrt und Gita a Selva | Montée aux mayens et Gita a Selva                                  | Grisons                                                                              | Coire & mayens environnants | Fin mai                                                              | [ 105 ] |
| Mammut Flossrennen | Course de radeaux géante                                           | Thurgovie                                                                            | sur la Sitter et la Thur | Deuxième dimanche de mai (fête des Mères)                            | [ 106 ] |
| Marche du 1er mars |                                                                    | Neuchâtel                                                                            | Parcours allant du Locle au château de Neuchâtel en passant par La Chaux-de-Fonds, Col de la Vue des Alpes, Malvilliers et Valangin | 1er mars                                                             | [ 107 ] |
| Maskenschnitzen und Fasnacht im Sarganserland                                                                                           | Confection de masques dans la région de Sargans                    | Saint-Gall                                                                           | Sarganserland | Hiver                                                                | [ 108 ] |
| Meitlisunntig (Meitlizyt, Meitlitäg) | Meitlisunntig (Meitlizyt, Meitlitäg) ou le dimanche des femmes     | Argovie                                                                              | Fahrwangen & Meisterschwanden | Hiver                                                                | [ 109 ] |
| Milizie storiche | Milices historiques                                                | Tessin                                                                               | Valle di Blenio | Juin, juillet                                                        | [ 110 ] |
| Näfelser Fahrt | Procession de Näfels                                               | Glaris                                                                               | Näfels | 9 avril                                                              | [ 111 ] |
| Nage en hiver et Coupe de Noël |                                                                    | Genève                                                                               | Genève | Hiver                                                                |         |
| Naturheilkunde in Appenzell Ausserrhoden                                                                                                | Les thérapies naturelles à Appenzell Rhodes-Extérieures            | Appenzell Rhodes-Extérieures                                                         | | Toute l'année                                                        | [ 112 ] |
| Naturjodel und Jodellied | Yodel naturel et yodel chanté                                      | Suisse                                                                               | | Toute l'année                                                        | [ 113 ] |
| Navigation à voiles latines sur le Léman                                                                                                |                                                                    | Vaud, Valais et Genève                                                               | Le Léman | Toute l'année                                                        |         |
| No e Wili (Freilichtspiel) | No e Wili (spectacle de plein-air)                                 | Schaffhouse                                                                          | place de l’Hôtel de Ville de Stein am Rhein                                                                                         | ?                                                                    | [ 114 ] |
| Nomadische Kultur der Schweizer Jenischen und Sinti                                                                                     | Tradition nomade des Yéniches et Manouches Suisses                 | Suisse                                                                               | | Toute l'année                                                        | [ 115 ] |
| Novena di Natale a Morcote | Neuvaine de Noël à Morcote                                         | Tessin                                                                               | Morcote | Période de Noël                                                      | [ 116 ] |
| Nünichlingler |                                                                    | Bâle-Campagne                                                                        | | 24 décembre                                                          | [ 117 ] |
| Nutzung erneuerbarer Energien im Kanton Bern                                                                                            |                                                                    | Berne                                                                                | | ?                                                                    |         |
| Obstbau und -verarbeitung | Production et transformation des pommes                            | Thurgovie                                                                            | | Toute l'année                                                        | [ 118 ] |
| Open-Air-Festival-Kultur | Culture des festivals Open Air                                     | Suisse                                                                               | | Toute l'année                                                        | [ 119 ] |
| Operettenbühnen im Aargau | Théâtre musical argovien                                           | Argovie                                                                              | | Toute l'année                                                        | [ 120 ] |
| Patinage sur le Doubs |                                                                    | Neuchâtel                                                                            | Montagnes neuchâteloises | Hiver                                                                | [ 121 ] |
| Le patois du Valais romand en scène |                                                                    | Valais                                                                               | | Toute l'année                                                        | [ 122 ] |
| patois jurassiens |                                                                    | Jura & Berne                                                                         | | Toute l'année                                                        | [ 123 ] |
| Pfingstblitter (Pfingstblütter, Pfingstsprützlig)                                                                                       |                                                                    | Bâle-Campagne & Argovie                                                              | | lundi de la Pentecôte                                                | [ 124 ] |
| Pflege der Walser Kultur | Culture des Walsers                                                | Grisons                                                                              | | Toute l'année                                                        |         |
| Platzgen (Blättlen, Stöcklen, Tötzlen, jouer aux couthions, jeu de la quille, cavalière, jiovar a plattas, igl stickel, platta stechel) |                                                                    | Berne                                                                                | | Toute l'année                                                        | [ 125 ] |
| Poyas |                                                                    | Fribourg                                                                             | | Toute l'année                                                        | [ 126 ] |
| Praktiken der Saatguterhaltung | Pratiques de conservation des semences                             | Suisse                                                                               | | Toute l'année                                                        | [ 127 ] |
| Pratiche sociali legate al culto dei morti                                                                                              | Pratiques sociales liées au culte des morts                        | Tessin                                                                               | | Toute l'année                                                        |         |
| Pratique des arts vivants en patois fribourgeois et en dialecte singinois                                                               |                                                                    | Fribourg                                                                             | | Toute l'année                                                        |         |
| Processioni della Settimana Santa di Mendrisio                                                                                          | Processions de la Semaine Sainte à Mendrisio                       | Tessin                                                                               | Mendrisio | Semaine sainte                                                       | [ 128 ] |
| Promotions |                                                                    | Genève, Vaud, Neuchâtel, Fribourg et Berne                                           | | Fin d'année scolaire                                                 | [ 129 ] |
| Pschuuri |                                                                    | Grisons                                                                              | Splügen | Carnaval                                                             | [ 130 ] |
| Rabadan (it) | Rabadan et le carnaval au Tessin                                   | Tessin                                                                               | Bellinzone | Carnaval                                                             | [ 131 ] |
| Räbeliechtli-Umzüge | Cortège aux lanternes de betterave                                 | Zurich                                                                               | | 11 novembre                                                          | [ 132 ] |
| Raclette comme pratique sociale |                                                                    | Valais                                                                               | | Toute l'année                                                        | [ 133 ] |
| Ranz des vaches |                                                                    | Fribourg                                                                             | | Toute l'année                                                        | [ 134 ] |
| Régates lémaniques |                                                                    | Genève, Vaud et Valais                                                               | | Toute l'année                                                        |         |
| Revue genevoise |                                                                    | Genève                                                                               | | Fin de l'année                                                       | [ 135 ] |
| Rheinfallbeleuchtung und Feuerwerk | Illumination des chutes du Rhin et feux d’artifice                 | Schaffhouse                                                                          | Neuhausen am Rheinfall | 31 juillet                                                           | [ 136 ] |
| Saint-Martin en Ajoie |                                                                    | Jura                                                                                 | Ajoie | 11 novembre                                                          | [ 137 ] |
| Saint-Nicolas à Fribourg |                                                                    | Fribourg                                                                             | Fribourg | Décembre                                                             | [ 138 ] |
| Saison d’alpage |                                                                    | Suisse                                                                               | | Entre mai et octobre                                                 | [ 139 ] |
| San Giuseppe in Laufenburg | San Giuseppe à Laufenburg                                          | Argovie                                                                              | Laufenburg | 19 mars                                                              | [ 140 ] |
| Sankt-Nikolaus-Brauchtum in der Zentralschweiz                                                                                          | Coutumes de saint Nicolas en Suisse centrale                       | Lucerne, Uri, Schwytz, Obwald, Nidwald et Zoug                                       | | 6 décembre                                                           | [ 141 ] |
| Sarganserländer Alpsegen | La prière des alpages de Sargans                                   | Saint-Gall                                                                           | Sargans | Été                                                                  | [ 142 ] |
| Savoir-faire horlogers |                                                                    | Berne, Bâle-Campagne, Genève, Jura, Neuchâtel, Soleure, Vaud et Schaffhouse          | | Toute l'année                                                        | [ 143 ] |
| Schaffhauser Weinkultur | Viticulture à Schaffhouse                                          | Schaffhouse                                                                          | Klettgau | Toute l'année                                                        | [ 144 ] |
| Scheibenschlagen(Schiibaschlaha, Schieweschlawe)                                                                                        | Scheibenschlagen ou le lancer de palets                            | Grisons                                                                              | Untervaz | premier dimanche de Carême                                           | [ 145 ] |
| Schmieden | Forgeage                                                           | Suisse                                                                               | | Toute l'année                                                        |         |
| Schweizer Schützentradition | Sociétés de tir suisses                                            | Suisse                                                                               | | Toute l'année                                                        |         |
| Schwimmen im Rhein | Baignade dans le Rhin                                              | Bâle-Ville                                                                           | Bâle | août                                                                 | [ 146 ] |
| Schwingen | Lutte suisse                                                       | Suisse                                                                               | | Toute l'année                                                        | [ 147 ] |
| Skulpturen und Konstruktionen aus Schnee                                                                                                | Sculptures et constructions en neige                               | Neuchâtel                                                                            | La Chaux-de-Fonds | Hiver                                                                | [ 148 ] |
| Sechseläuten |                                                                    | Zurich                                                                               | Zurich | Troisième lundi d'avril                                              | [ 149 ] |
| Secret |                                                                    | Jura, Berne, Fribourg et Valais                                                      | | Toute l'année                                                        | [ 150 ] |
| Seidenband und Bandweberei | Rubans de soie et tissage de rubans                                | Bâle-Campagne, Bâle-Ville, Argovie et Soleure                                        | | Toute l'année                                                        | [ 151 ] |
| Selbstverwaltung im Autonomen Jugendzentrum in Biel/Bienne                                                                              | Autogestion au Centre Autonome de Jeunesse (CAJ) Biel/Bienne       | Berne                                                                                | Biel/Bienne | Toute l'année                                                        | [ 152 ] |
| Sennensattlerei | Sellerie pastorale                                                 | Appenzell Rhodes-Intérieures                                                         | | Toute l'année                                                        | [ 153 ] |
| Senntumsschnitzerei | Sculpture pastorale sur bois                                       | Appenzell Rhodes-Extérieures                                                         | | Toute l'année                                                        | [ 154 ] |
| Sgraffite |                                                                    | Grisons                                                                              | | Toute l'année                                                        | [ 155 ] |
| Silvesterchlausen |                                                                    | Appenzell Rhodes-Extérieures                                                         | | 31 décembre & 13 janvier                                             | [ 156 ] |
| Solennité de Morat |                                                                    | Fribourg                                                                             | Morat | 22 juin                                                              | [ 157 ] |
| Solothurner Fasnacht | Carnaval de Soleure                                                | Soleure                                                                              | Soleure | À partir du 13 janvier                                               | [ 158 ] |
| Sankt Galler Buchkultur | Culture du livre à Saint-Gall                                      | Saint-Gall                                                                           | Saint-Gall | Toute l'année                                                        | [ 159 ] |
| Sankt Galler Maschinenstickerei | Broderie sur machine de Saint-Gall                                 | Saint-Gall                                                                           | Saint-Gall | Toute l'année                                                        | [ 160 ] |
| Stäcklibuebe und Maitannli | « Stäcklibuebe » et les arbres de mai                              | Argovie & Soleure                                                                    | | 30 avril                                                             | [ 161 ] |
| Stadtgärtnern | Jardiner en ville                                                  | Zurich                                                                               | Winterthour & Zurich | Toute l'année                                                        | [ 162 ] |
| Sternsingen | Chanteurs à l’étoile                                               | Grisons & Tessin                                                                     | | 6 janvier                                                            | [ 163 ] |
| Stierenmarkt und Viehschauen in der Zentralschweiz                                                                                      | Marché aux taureaux et exposition de bétail en Suisse centrale     | Lucerne, Uri, Schwytz, Obwald, Nidwald et Zoug                                       | | mercredi et jeudi de la première semaine complète de septembre       | [ 164 ] |
| Stosswallfahrt | Commémoration de la bataille du col de Stoss                       | Appenzell Rhodes-Intérieures                                                         | Col de Stoss | Deuxième ou le troisième dimanche du mois de mai                     | [ 165 ] |
| Strohflechten im Freiamt | Tressage de la paille du Freiamt                                   | Argovie                                                                              | | Toute l'année                                                        | [ 166 ] |
| Tavillonnage |                                                                    | Fribourg & Vaud                                                                      | | Toute l'année                                                        | [ 167 ] |
| Teffli-Rally |                                                                    | Nidwald                                                                              | Ennetmoos | Août                                                                 |         |
| Teilen und Verteilen in Alpgenossenschaften                                                                                             | Partage et répartition dans les collectivités alpestres            | Berne                                                                                | | ?                                                                    | [ 168 ] |
| Théâtre amateur |                                                                    | Jura, Berne, Fribourg, Neuchâtel et Valais                                           | | Toute l'année                                                        |         |
| Töfftreff Hauenstein | La concentration de motos d‘Hauenstein                             | Soleure                                                                              | Hauenstein | mi-mars à octobre                                                    | [ 169 ] |
| Torrée |                                                                    | Berne, Neuchâtel et Jura                                                             | | Été                                                                  | [ 170 ] |
| Touristische Landschaftserschliessung in der Zentralschweiz                                                                             | Paysages de Suisse centrale s‘ouvrent au tourisme                  | Lucerne, Uri, Schwytz, Obwald, Nidwald et Zoug                                       | | Toute l'année                                                        | [ 171 ] |
| Traditionen um den Munot | Le Munot et ses traditions                                         | Schaffhouse                                                                          | Munot | Fin juin à fin août                                                  | [ 172 ] |
| Troccas | Troccas (tarot)                                                    | Grisons                                                                              | | Toute l'année                                                        | [ 173 ] |
| Trockenmauern bauen | Construire en pierres sèches                                       | Suisse                                                                               | | Toute l'année                                                        | [ 174 ] |
| Tschäggättä |                                                                    | Valais                                                                               | | 3 février à mardi-gras                                               | [ 175 ] |
| Übernamen in der Zentralschweiz | Surnoms de Suisse centrale                                         | Lucerne, Uri, Schwytz, Obwald, Nidwald et Zoug                                       | | Toute l'année                                                        | [ 176 ] |
| Uhrencup | La Coupe horlogère                                                 | Soleure                                                                              | | Juillet                                                              | [ 177 ] |
| Unspunnenfest | Fête d'Unspunnen                                                   | Berne                                                                                | Interlaken | Tous les douze ans environ Dernière édition en 2017                  | [ 178 ] |
| Velogemel |                                                                    | Berne                                                                                | | Hiver                                                                |         |
| Vereinswesen | Vie associative                                                    | Suisse                                                                               | | Toute l'année                                                        | [ 179 ] |
| Viehzucht und Kuhkämpfe | L’élevage et les combats de reines                                 | Valais                                                                               | | Toute l'année                                                        | [ 180 ] |
| Vogel Gryff | Le griffon                                                         | Bâle-Ville                                                                           | Bâle | 13, 20 ou 27 janvier                                                 | [ 181 ] |
| Volksmusik im Appenzellerland und im Toggenburg                                                                                         | Musique populaire en Appenzell et au Toggenburg                    | Appenzell Rhodes-Intérieures, Appenzell Rhodes-Extérieures et Saint-Gall             | | Toute l'année                                                        | [ 182 ] |
| Volksmusik und Jutz in der Zentralschweiz                                                                                               | Musique populaire et la youtze en Suisse centrale                  | Lucerne, Uri, Schwytz, Obwald, Nidwald et Zoug                                       | | Toute l'année                                                        | [ 183 ] |
| Volksmusik in Graubünden | Musique populaire aux Grisons                                      | Grisons                                                                              | | Toute l'année                                                        | [ 184 ] |
| Volkstanz in der Nordwestschweiz | Danse populaire dans la Suisse du nord-ouest                       | Bâle-Campagne, Argovie, Bâle-Ville, Berne et Zurich                                  | | Toute l'année                                                        | [ 185 ] |
| Volkstanz in der Zentralschweiz | Danse populaire en Suisse centrale                                 | Lucerne, Uri, Schwytz, Obwald, Nidwald et Zoug                                       | | Toute l'année                                                        | [ 186 ] |
| Voyages Belle Epoque dans la région du Léman                                                                                            |                                                                    | Vaud, Valais et Genève                                                               | | Été                                                                  | [ 187 ] |
| Wallfahrt nach Einsiedeln | Pélerinage à Einsiedeln                                            | Schwytz                                                                              | Einsiedeln | Toute l'année                                                        | [ 188 ] |
| Wallfahrt nach Mariastein | Pélerinage à Mariastein                                            | Soleure                                                                              | Metzerlen-Mariastein | Toute l'année                                                        | [ 189 ] |
| Wandern | Randonnée pédestre                                                 | Valais                                                                               | | Toute l'année                                                        |         |
| Wässermatten | Prairies irriguées                                                 | Berne & Lucerne                                                                      | Vallées de la Langete, de l’Oenz et de la Rot                                                                                       | Toute l'année                                                        | [ 190 ] |
| Weidlingsfahren | Weidling                                                           | Schaffhouse, Argovie, Bâle-Campagne, Bâle-Ville, Berne, Soleure, Thurgovie et Zurich | | Toute l'année                                                        | [ 191 ] |
| Wetter- und Klimawissen | Le temps qu’il fait                                                | Lucerne, Uri, Schwytz, Obwald, Nidwald et Zoug                                       | | Toute l'année                                                        | [ 192 ] |
| Wilderergeschichten | Braconnier                                                         | Nidwald                                                                              | | Toute l'année                                                        | [ 193 ] |
| Wildheuen in der Zentralschweiz | Wildheuen en Suisse centrale                                       | Obwald, Nidwald, Uri et Schwytz                                                      | | Été                                                                  | [ 194 ] |
| Wilhelm Tell und die Befreiungsmythen                                                                                                   | Wilhelm Tell et les mythes historiques de libération               | Lucerne, Uri, Schwytz, Obwald, Nidwald et Zoug                                       | | Toute l'année                                                        | [ 195 ] |
| Wohnbaugenossenschaften | Coopératives d’habitation                                          | Zurich                                                                               | | Toute l'année                                                        | [ 196 ] |
| Woldmanndli | Woldmanndli (les hommes des bois)                                  | Uri                                                                                  | Parcours du Gurschenwald à Andermatt                                                                                                | Automne                                                              | [ 197 ] |
| Wybermahl in Hettiswil |                                                                    | Berne                                                                                | Krauchthal (Hettiswil) |                                                                      |         |
| Zahl 11 in Solothurn | Chiffre 11 à Soleure                                               | Soleure                                                                              | Soleure | Toute l'année                                                        | [ 198 ] |
| Zibelemärit | Marché aux oignons                                                 | Berne                                                                                | Berne | quatrième lundi de novembre                                          | [ 199 ] |
| Zürcher Seidenindustrie | Industrie zurichoise de la soie                                    | Zurich                                                                               | | Toute l'année                                                        | [ 200 ] |
| Zürcher Technokultur | Culture techno à Zurich                                            | Zurich                                                                               | Zurich | Toute l'année                                                        | [ 201 ] |